# دون فيرنانديز
دون فيرنانديز (بالإنجليزية: Don Fernandes)‏ هو لاعب كرة قدم هندي، ولد في 28 مارس 1990 في الهند. لعب مع سبورتينغ غوا.

## وصلات خارجية
- دون فيرنانديز على موقع قاعدة بيانات كرة القدم.إي يو (الإنجليزية)
- دون فيرنانديز على موقع Soccerway.com (الإنجليزية)